# Urban fantasy
Il fantasy urbano (calco dall'inglese urban fantasy) è un sottogenere del fantasy e possiede legami con il fantasy contemporaneo. Da quest'ultimo si differenzia poiché l’urban fantasy non ha limitazioni temporali (infatti non necessariamente è ambientato nei tempi moderni), bensì spaziali. Infatti è un genere in cui l'elemento fantastico è legato agli ambienti urbani, mescolati con le relative tematiche.

## Caratteristiche
Consiste in racconti magici e storie ambientate nell'epoca contemporanea, nel mondo reale, urbano; in opposizione al fantasy ambientato in paesaggi del tutto immaginari, anche quelli che contengono città immaginarie, o che hanno la maggior parte delle azioni ambientate lì.
L'Urban fantasy potrebbe anche essere riferito a versioni più moderne dei "tradizionali" mondi fantasy. I protagonisti del moderno urban fantasy affrontano straordinarie circostanze quando le trame si svolgono o in mondi aperti (dove viene accettata comunemente l'esistenza di eventi magici o paranormali) o mondi chiusi (dove i poteri e le creature magiche sono nascosti).

## Storia dell'urban fantasy

### I pionieri
Sebbene la storia del moderno urban fantasy possa essere tracciata dagli anni '20 (particolarmente nel campo della letteratura per ragazzi), è stato negli anni '80 che il termine ha iniziato a essere usato largamente tra gli scrittori e lettori fantasy--e che la forma cresce in popolarità fino a diventare un sottogenere a sé stante. Pionieri di questo genere sono stati Charles de Lint (autore delle serie Moonheart e Newford), Emma Bull (War for the Oaks), John Crowley (Little, Big), Megan Lindholm a.k.a. Robin Hobb (Wizard of the Pigeons), Jonathan Carroll (The Land of Laughs), Matt Ruff (Fool on the Hill), e Terri Windling (nel suo ruolo di editore della Ace Books fantasy line e creatrice delle serie Borderlands). 

### In Italia
In Italia, sebbene sia un genere che ha preso piede solo ultimamente rispetto alla situazione internazionale, di recente, all'incirca dal 2000 in poi, l'urban fantasy ha visto una serie di autori cimentarsi con questa inedita fusione di magia e modernità: Luca Tarenzi, Francesco Dimitri, Lara Manni (eteronimo della giornalista Loredana Lipperini), Francesco Falconi e Luca Azzolini. Tra le altre, è del 2014 una serie di racconti in ebook italiana, giunta a 14 episodi firmati da autori diversi, intitolata Urban Fantasy Heroes, curata da Emanuele Manco ed edita da Delos Digital.

### Film e Serie TV
Benché il termine stesso abbia da poco iniziato ad affermarsi nella filmologia, si può dire che molti film e telefilm seguano le convenzioni dell'urban fantasy.
Esempi di Telefilm che rientrano nella urban fantasy sono: Supernatural, Buffy l'ammazzavampiri, Angel, True Blood, The Vampire Diaries, The Originals, Teen Wolf, Constantine, Streghe, Shadowhunters, Lucifer (serie televisiva).
Esempi di film che rientrano nella urban fantasy sono Bright e Hellboy.